# دونكان روبنسون
دونكان روبنسون (بالإنجليزية: Duncan Robinson)‏ (22 أبريل 1994 في الولايات المتحدة - ) هو لاعب كرة سلة أمريكي في مركز مدافع مسدد الهدف. لعب مع Michigan Wolverines ‏.

## وصلات خارجية
- دونكان روبنسون على موقع إن بي أي (الإنجليزية)
- دونكان روبنسون على موقع سبورتس رفرنس (الإنجليزية)
- دونكان روبنسون على موقع كرة السلة الأوروبية.كوم (الإنجليزية)
- دونكان روبنسون على موقع إي إس بي إن.كوم (الإنجليزية)
- دونكان روبنسون على موقع كلية كرة السلة في سبورتس رفرنس.كوم (الإنجليزية)
- دونكان روبنسون على موقع ريلجم (الإنجليزية)
- دونكان روبنسون على موقع بروبوليرز (الإنجليزية)
- دونكان روبنسون على موقع سبورتس رفرنس (الإنجليزية)